# Doris (krater)
För andra betydelser, se Doris (olika betydelser).
Doris är en nedslagskrater med en diameter på 14 kilometer, på planeten Venus. Doris har fått sitt namn efter det grekiska kvinnonamnet Doris.